# Un artista del mundo flotante
Un artista del mundo flotante (1986)  es una novela del autor británico Kazuo Ishiguro. Está ambientada en el Japón posterior a la Segunda Guerra Mundial y  narrada por Masuji Ono, un pintor anciano, que recuerda su vida. Se da cuenta de cómo su una vez gran reputación ha sido flaqueada desde la guerra y cómo las actitudes hacia él y sus pinturas han cambiado. El principal conflicto tiene que ver con la necesidad de Ono de aceptar la responsabilidad por sus acciones pasadas, que se han vuelto políticamente sospechosas en el contexto del Japón en la posguerra. La novela también trata del papel de las personas en un entorno político que cambia rápidamente y de la asunción y negación de la culpa.
La obra es considera ficción histórica y literatura mundial,  lo primero debido a que se basa en un pasado anterior a las propias experiencias del autor y en hechos históricos, lo segundo debido a su amplio mercado internacional y su tema de cómo el mundo actual está interconectado. 

## Historial de publicaciones
Publicado originalmente en 1986, Un artista del mundo flotante fue nombrado Premio Whitbread al Libro del Año  y preseleccionado para el Premio Booker.  Publicado por Faber and Faber, también lo imprimen editoriales como Allen and Unwin y Penguin Vintage International. Además, se ha convertido en una versión de libro electrónico y está disponible en la mayoría de los sitios web de libros electrónicos, como Kindle e iBooks, desde 2012.  Un artista del mundo flotante, ha sido traducida a más de 40 idiomas alrededor del mundo. 

## Elementos autobiográficos
Kazuo Ishiguro nació en Nagasaki, Japón, en 1954, y se mudó a Inglaterra a la edad de cinco años, para regresar a Japón veintinueve años después. Su madre era una japonesa tradicional, que influyó en sus escritos al reflexionar sobre Japón.  Además, su lectura de novelas y cómics japoneses le permitió mantenerse conectado con su herencia, así como ver las diferencias entre la sociedad occidental y japonesa, lo que influyó en su escritura al desarrollar un sentido de los ideales japoneses. 
Ishiguro se inspiró para escribir Un artista del mundo flotante, después de tratar tangencialmente un tema similar en su primera novela Una pálida vista de las colinas, que incluía a un viejo personaje de maestro, que tiene que redescubrir e inventar su propia moral.  La infancia de Ishiguro, en la que se mudó de país y posteriormente no se sintió completamente "en casa", lo llevó a escribir de una manera globalizada e internacional, a través de la cual exploró sus propios antecedentes y herencia.  En general, la novela es un reflejo de los sentimientos personales de Ishiguro sobre la herencia japonesa y un reflejo ficticio de su sentido de identidad, presentado a través de una reconstrucción juvenil de un Japón imaginado.  Un personaje, el niño Ichiro, tiene una obsesión por los vaqueros, que surge de la propia fascinación de Ishiguro por los vaqueros durante su juventud. 

## Título
El título de la novela se basa en la traducción literal de Ukiyo-e, palabra que hace referencia a la Impresión xilográfica en Japón. Por lo tanto, puede leerse como "un grabador" o "un artista que vive en un mundo cambiante", dado tanto el conocimiento limitado de Ono como los dramáticos cambios que su mundo, el Japón de la primera mitad del siglo XX, ha experimentado durante su vida.
El título también hace referencia a un género artístico. El maestro de Ono está especialmente interesado en representar escenas del distrito del placer adyacente a la villa en la que él y sus alumnos viven. Ono menciona la naturaleza efímera del mundo flotante que se puede experimentar durante cada noche. Su maestro experimenta con técnicas de pintura innovadoras y más suaves de estilo occidental, rechazando el delineado negro duro que se consideraba más tradicional. Bajo la influencia de ideas políticas de derecha sobre la tradición, Ono se aleja de su maestro y forja su propia carrera. Se siente alegre por la caída en desgracia de las pinturas de su maestro durante el regreso al uso de líneas atrevidas más tradicionales en las pinturas utilizadas para carteles nacionalistas.

## Estructura
La novela se estructura a través de los recuerdos entretejidos del protagonista Masuji Ono y se desarrolla en etapas claramente diferentes, aunque los recuerdos de Ono se remontan a su propia infancia, cuando su padre se opuso a su deseo de convertirse en artista.  Los cuatro años y secciones de título diferentes de la novela son: octubre de 1948, abril de 1949, noviembre de 1949 y junio de 1950. 

## Trama

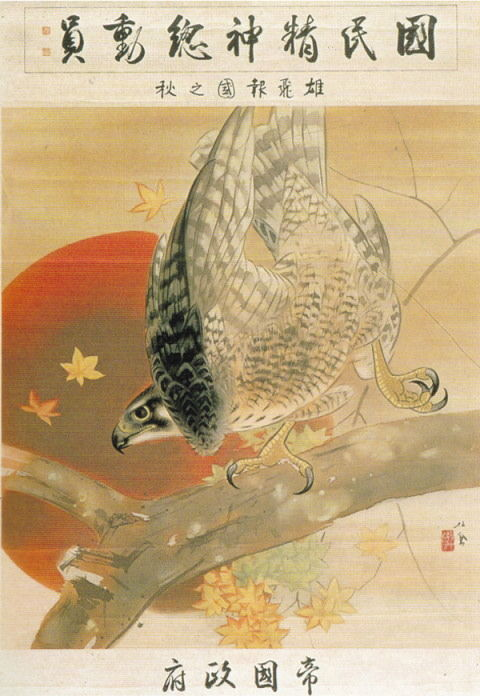
Saltando el otoño patriótico: promoción del patriotismo.

En el período previo a la Segunda Guerra Mundial, Ono, un artista prometedor, rompe con las enseñanzas de su maestro, cuyo objetivo artístico era alcanzar un ideal estético en las representaciones del "mundo flotante" de los entretenimientos nocturnos. Ono se involucra en la política de extrema derecha y comienza a hacer arte propagandístico. Más tarde, como miembro del Comité Cultural del Departamento del Interior y asesor oficial del Comité de Actividades Antipatrióticas, Ono se convierte en informante de la policía y participa activamente en una caza de brujas ideológica contra un exalumno, Kuroda. Después de la derrota de 1945 y el colapso del imperio del Japón, Ono se convierte en una figura desacreditada, uno de los "traidores" que "desviaron al país". Mientras tanto, las víctimas de la represión estatal, incluidas personas que el propio Ono alguna vez había denunciado, son reintegradas y se les permite llevar una vida normal. A lo largo de la novela, Ono parece mostrar un creciente reconocimiento de sus "errores" pasados, aunque este reconocimiento nunca se declara explícitamente, y su narración está marcada por declaraciones de incertidumbre en su memoria de eventos pasados y un alto grado de falta de confiabilidad.
El libro está escrito en primera persona y depende del uso exclusivo de un único narrador sospechoso, que expresa un punto de vista que el lector identifica como limitado y falible, sin que ninguna otra voz o punto de vista sirva de prueba. Ono a menudo deja claro que no está seguro de la exactitud de su narrativa, pero esto puede hacer que el lector sea cauteloso o, por el contrario, sugerir que Ono es muy honesto y, por lo tanto, digno de confianza.
La autoimagen que Ono expresa en su narrativa es muy diferente de la imagen que de él construye el lector al leer la misma narración. Ono a menudo cita a otros expresando admiración y deuda hacia él. La narrativa de Ono se caracteriza por la negación, de modo que sus intereses y su jerarquía de valores están en desacuerdo con los del lector. Los lectores, por lo tanto, descubren que lo que les interesa no es el centro de la narrativa de Ono sino sus márgenes, presentados de manera oblicua más que directa. Por ejemplo, las descripciones que Ono hace de sus cuadros se centran en la técnica pictórica, mencionando los temas como si no fueran importantes, aunque revelan la naturaleza propagandística de su trabajo. No está del todo claro si este enfoque en el estilo más que en la sustancia debería atribuirse a Ono como narrador (mostrando su vergüenza retrospectiva e inconsciente), o si ya estaba presente en él en el momento en que estaba haciendo las pinturas (mostrando que el totalitarismo explota la capacidad de las personas para restringir su conciencia a aspectos limitados de sus acciones). De manera similar, cuando Ono narra un episodio en el que se enfrentó a los resultados de sus actividades como informante de la policía, es discutible si su intento de mitigar la brutalidad de la policía es una invención retrospectiva ideada para evitar su propia responsabilidad, o si en realidad desaprobó el trato dado a la persona que había denunciado, desmarcándose de sus acciones y negándose a reconocer el trato abusivo como una consecuencia directa y previsible de esas acciones.

## Personajes

### Masuji Ono
Masuji Ono (小野 益次Ono Masuji) es el narrador y protagonista de la novela. Se le presenta como un artista anciano, padre y abuelo.  A lo largo de la novela le preocupan las negociaciones matrimoniales de su hija menor. Cuando era niño, su padre se oponía a que se convirtiera en pintor, aunque ésta es la carrera que finalmente sigue. Después de rechazar sus primeros estudios con Mori-San, Ono trabaja con el gobierno nacionalista en la creación de pinturas de tiempos de guerra y se convierte en objeto de premios alabados.  En el presente de la novela, su participación en la propaganda ha caído en descrédito, lo que hace que Ono viva una vida conflictiva.

### Noriko
Noriko es la hija menor de Ono. Vive con él en su casa y el narrador la retrata como a veces indignada y de malos modales.  Está algo amargada con Ono al comienzo de la novela, ya que sospecha que el pasado de su padre ha llevado a la cancelación de su acuerdo matrimonial original. Sin embargo, pronto se enamora de nuevo, y se siente feliz cuando finalmente se casa. Noriko ve a su padre como alguien a quien debe cuidar, generando un pequeño resentimiento e ira hacia él.  Es franca y bulliciosa, en contraste con su hermana mayor Setsuko.

### Setuko
Setsuko es la hija mayor de Ono. Es una mujer tranquila y tradicional, que está casada con Suichi y tiene un hijo llamado Ichiro. Ella y Ono tienen una relación sólida y ella lo ayuda durante todo el proceso de arreglo matrimonial y a lidiar con su culpa de posguerra, actuando como su oyente.  Setsuko y Noriko tienen una relación fuerte y fraternal, a pesar de tener temperamentos bastante diferentes.

### Ichiro
Ichiro es el nieto de Ono, el hijo de Setsuko y el sobrino de Noriko. En el presente de la novela, es un niño con una imaginación activa. Para Ono, Ichiro puede resultar confuso y alienante debido a su adopción de la cultura occidental, incluidas algunas palabras en inglés y una obsesión con los vaqueros, la película Godzilla y comer espinacas para fortalecerse (una referencia a Popeye).  No obstante, Ichiro y Ono tienen una buena relación y con frecuencia se unen por su masculinidad.

### Suichi
Suichi es el marido de Setsuko y yerno de Ono. Representa los ideales nuevos y cambiantes de Japón y es bastante franco sobre el papel de Ono en la guerra.  Con frecuencia expresa sus opiniones sobre la misma. Antes de la guerra era visto como un hombre feliz y de buenos modales, pero se ha convertido en un hombre relativamente enojado y amargado como resultado de sus experiencias como soldado. 

### Kuroda
Kuroda era el protegido y alumno de Ono. Inicialmente tenían una relación fuerte, pero después de que Ono desaprobara la dirección del arte de Kuroda, lo denunció al Comité de Actividades Antipatrióticas.  Esto resulta en que Kuroda sea castigado y sus pinturas quemadas. Por lo tanto, Kuroda desarrolla una fuerte aversión por Ono y se niega a volver a verlo.

### Chishi Matsuda
Matsuda es un nacionalista que anima a Ono a crear pinturas politizadas. Desprecia a los artistas que no abordan cuestiones sociales y políticas a través de su arte, considerándolos ingenuos. Después de la guerra, Matsuda se convierte en un anciano enfermo al que visita Ono. Está bastante arrepentido de haber permanecido soltero y de no tener herederos que lo sucedan, pero no parece lamentar los aspectos políticos de su pasado. 

### Dr. Saito
El Dr. Saito es un importante profesor de arte con un alto estatus social y es vecino de Ono desde hace mucho tiempo. Ono cree que el Dr. Saito conoce bien su trabajo, pero Setsuko lo niega, lo que plantea dudas sobre la validez de la memoria de Ono. 

### Sra. Kawakami
La señora Kawakami es la propietaria de un bar en el distrito del placer que Ono frecuenta habitualmente. Es una buena amiga de Ono. Mantiene la esperanza de que el distrito del placer resucitará, pero este no es el caso y al final de la novela vende su bar para remodelarlo como oficinas. 

### Yasunari Nakahara
Nakahara, también conocido como "La Tortuga" debido a su lenta pintura, era amigo de Ono durante sus días de juventud en la villa de Mori-san. Muchos de los alumnos de Mori-san se burlan de él por su lentitud en la pintura, aunque Ono lo defiende. Sin embargo, después de que Ono alterara su estilo pictórico para involucrarse políticamente en el lado nacionalista, Nakahara se distanció, creyendo que Ono se había convertido en un traidor. 

## Temas
Un artista del mundo flotante analiza varios temas a través de los recuerdos del narrador, Masuji Ono. El análisis de estos temas se facilita a través de su trascendencia en el tiempo, lo que permite que el lector reflexione sobre las experiencias de Ono, permitiéndoles juzgar la narrativa objetivamente. 
Entre los temas explorados en esta novela se encuentran el matrimonio arreglado, los roles cambiantes de las mujeres y el estatus decreciente de los "mayores" en la sociedad japonesa desde 1945. Muchos de estos temas están entrelazados. La novela está narrada por un hombre que, además de artista, también es padre, abuelo y viudo. Cuenta, con voz fuerte, mucho sobre la "era del placer" de la sociedad japonesa, profundizando en la vida de un joven artista exitoso y devoto en una era decadente. El lector aprende cómo las actitudes hacia el arte y la sociedad japoneses se volvieron menos tolerantes ante tal extravagancia a raíz de la derrota de Japón en la Segunda Guerra Mundial, y cómo era vivir con la culpa de tal placer, así como la culpa de haber apoyado políticas. El ritmo es lento y la prosa se detiene en detalles.

### Politización del arte
El arte es un tema central de la novela, siendo el papel de Ono como artista de propaganda el argumento principal. Se cuestiona la capacidad del arte para influir e inspirar la acción política dentro de una comunidad. Existe un gran conflicto entre sí el arte debe politizarse o si debe ser simplemente una fuente de placer y gratificación. La novela destaca la forma en que el arte politizado fue visto retrospectivamente como perjudicial para la sociedad a través del impacto de la guerra, pero también presenta puntos de vista en los que el arte es visto, por el contrario, como ineficaz e incapaz de influir en los acontecimientos, al implicar que la guerra y sus efectos posteriores habrían ocurrido con o sin la propaganda de Ono. 

### Narrador sospechoso
El libroa está estructurado como una serie de recuerdos entretejidos descritos por Masuji Ono. Ishiguro utiliza una variedad de técnicas para transmitir la falibilidad de los recuerdos de Ono a la audiencia, revelando gradualmente que Ono es un narrador poco confiable y socavando la fe de la audiencia en su historia. Por ejemplo, Ono hace frecuentes digresiones sobre temas y eventos no relacionados durante su narración, minimizando y ocultando sus acciones crueles y engañando al lector sobre el significado de temas importantes.  Cuando Ono relata las interacciones con miembros de la familia, a menudo se hace referencia a los eventos de manera indirecta o con información incompleta, ocultando la verdad de lo ocurrido.   Debido a que se les proporciona información incompleta y confusa, al lector le resulta más difícil determinar el alcance de las acciones de Ono y la responsabilidad que tiene por ellas. 
Masuji Ono revalúa repetidamente acontecimientos de su pasado a lo largo de la novela, lo que sugiere que está reconsiderando constantemente su culpa por sus acciones y, en última instancia, repensando tanto el papel de la propaganda como la construcción de recuerdos. Este proceso de revaluación resalta su condición de narrador poco confiable, enfatizando su naturaleza voluble.  La narración refleja el concepto de que la memoria se procesa a través de la conciencia de un individuo, volviéndola subjetiva para esa persona en particular. 

### Responsabilidad
Similar al tema de la politización del arte, la novela explora el papel de la responsabilidad a través de la narración de Masuji Ono. Existe un conflicto entre acciones y culpabilidad creado por la incapacidad de Ono para asumir la responsabilidad de los aspectos políticos de su trabajo anterior.  Las desviaciones de responsabilidad de Ono son evidentes a través de su intento de enmascarar sus acciones y sus consecuencias posteriores. Un artista del mundo flotante hace referencia a la responsabilidad de los líderes después de la guerra y a cuántos de ellos no fueron considerados responsables, grupo del que el narrador se desvincula implícitamente. 
Alternativamente, el concepto de responsabilidad puede considerarse de manera abstracta. Esto se hace poniendo énfasis en que el lector asuma la responsabilidad de determinar el final de la novela; ¿Es Ono culpable de sus acciones o simplemente está exagerando su importancia y papel en la guerra? 

### Valores cambiantes
El Japón en la posguerra fue una época de grandes cambios y agitación de los valores tradicionales. La derrota de Japón creó una gran división entre individuos y generaciones.  En la novela, este choque de valores está representado en la relación entre Masuji Ono y su nieto Ichiro.  Ono representa los valores tradicionales del Japón de antes de la guerra, mientras que Ichiro representa el Japón de la posguerra y la nueva generación.  Los principales cambios explorados incluyen las actitudes cambiantes hacia la guerra, la jerarquía familiar, la geografía de Japón y la creciente prevalencia de la cultura occidental. 
La tensión cultural se presenta a través de varias escenas entre Ichiro y Ono, como cuando ven la película Godzilla, la obsesión de Ichiro por los vaqueros y Popeye y su falta de interés en los héroes japoneses. 
Las mujeres son retratadas desde la perspectiva de Ono y de la cambiante sociedad japonesa que lo rodea. El concepto de masculinidad japonesa cambió después de la derrota de Japón en la guerra y, si bien se hicieron cambios en el papel de las mujeres, los estereotipos de las mujeres no cambiaron drásticamente.  Las relaciones de género se exploran en la búsqueda de un marido por parte de Noriko. 
El Matrimonio concertado es un tema relevante. Las negociaciones matrimoniales por parte de su hija hacen que Ono reflexione sobre su pasado, facilitando la evolución de la historia.  Posibilita aún más que Ono asuma la responsabilidad de sus acciones pasadas, además de permitirle reconsiderar los valores cambiantes de Japón como quizás positivos. Le permiten a admitir sus errores, hacer avanzar la narrativa y actuar como un recurso literario.

## Relevancia literaria
Iain Maloney catalogó a Un artista del mundo flotante como una novela esencial para los japoneses.  Robert McCrum la clasificó como una de las 100 mejores novelas jamás escritas. 
La obra fue preseleccionada para el Premio Booker de 1986  y ganó el Premio Whitbread al Libro del Año  ese mismo año. Fue nominada a la categoría de mejores libros para adultos jóvenes de la ALA.
La Fundación Nobel, que otorgó a Ishiguro el Premio Nobel de Literatura 2017, señaló en su biografía del autor que Un artista del mundo flotante fue la obra que lo convirtió en "un joven escritor muy visible". 